# نيركون جيرفي
نيركون جيرفي هي بحيرة متوسطة الحجم تقع في منطقة مستجمعات المياه الرئيسي فووكسي. وهي تقع في بلدة إيسلمي، منطقة سافو الشمالية في فنلندا.